# Lucas Ohlander
Lucas Ohlander, född 19 februari 1993, är en svensk fotbollsspelare som spelar för Eskilsminne IF.

## Karriär
I juni 2010 flyttades Ohlander upp i Helsingborgs IF:s A-lag, där han skrev på ett treårskontrakt.
Våren 2012 blev det klart att han lånades ut till Östers IF i Superettan. Senare under året blev det klart att Brønshøj BK från Danmarks division 2 lånade honom under resten av säsongen.
I januari 2018 värvades Ohlander av Fremad Amager, där han skrev på ett 1,5-årskontrakt. I juli 2019 värvades Ohlander av Næstved BK. I september 2020 värvades han av division 2-klubben Ängelholms FF. I januari 2021 gick Ohlander till Eskilsminne IF. Den 19 juni 2021 gjorde han ett hattrick i en 5–0-seger över Assyriska BK.